# 813 (numero)
Ottocentotredici (813) è il numero naturale dopo l'812 e prima dell'814.

## Proprietà matematiche
- È un numero dispari.
- È un numero composto con 4 divisori: 1, 3, 271, 813. Poiché la somma dei suoi divisori (escluso il numero stesso) è 275 < 813, è un numero difettivo.
- È un numero semiprimo.
- È un numero intero privo di quadrati.
- È un numero malvagio.
- È un numero congruente.
- È un numero palindromo e un numero ondulante nel sistema di numerazione posizionale a base 15 (393).
- È un numero a cifra ripetuta e palindromo nel sistema posizionale a base 28 (111).
- È parte delle terne pitagoriche (813, 1084, 1355), (813, 36716, 36725), (813, 110160, 110163), (813, 330484, 330485).

## Astronomia
- 813 Baumeia è un asteroide della fascia principale del sistema solare.
- NGC 813 è una galassia lenticolare dell'Idra Maschio.

## Altri ambiti
- 813 è un film muto del 1920 diretto da Charles Christie e Scott Sidney.
- 813 è un film del 1923, diretto da Kenji Mizoguchi.
- Il Tatra T813 è uno dei pochissimi autocarri 8x8 nato negli anni sessanta
- Le locomotive a vapore gruppo 813 erano locotender a tre assi accoppiati, a vapore saturo e a semplice espansione, che le Ferrovie dello Stato acquisirono in seguito al riscatto della Rete Adriatica.